# Cecilia Martínez (locutora)
Cecilia Martínez   (Caracas, 24 de novembre de 1913 - Caracas, 23 de setembre de 2015) va ser una locutora radial i comercial, actriu i presentadora de televisió veneçolana; qui seria la primera locutora de ràdio, conductora de TV, actriu de radionovel·la i cantant del primer jingle publicitari per a ràdio de Veneçuela; abastant una carrera de més de 70 anys en els mitjans d'aquest país.

## Carrera

### Ràdio
El 1930, durant la inauguració de l'emissora Broadcasting Caracas (actualment Radio Caracas Radio), Eduardo Martínez Plaza, cosí de la família Martínez, va comprar un espai radial que va anomenar La hora de la canción però com no podia pagar una cantant professional li va demanar a la seva cosina Fina (la germana gran de Cecilia) perquè cantés en el seu programa. El dia de l'estrena Eduardo -amb una guitarra- i Fina estaven preparats per a la seva actuació davant el micròfon però, en entrar a l'aire, Fina es va paralitzar pels nervis i no va poder cantar, per la qual cosa hi va haver uns segons de silenci fins que Cecilia, que també es trobava en la cabina radial, va acabar cantant el bolero Quisiera amarte menos, el seu debut a la ràdio.
El 1933 protagonitzaria, en el paper d'Alida Palmero, la radionovel·la El misterio de los ojos escarlata, el primer programa d'aquesta mena tarnsmès a Veneçuela i a més la primera radionovel·la de suspens d'Amèrica Llatina, després s'uneix a la radionovel·la La Comedia Santa Teresa, considerada la primera novel·la costumista emesa a Veneçuela, que es va mantenir a les ones durant 4 anys.
Després d'això Martínez va realitzar diversos programes de caràcter còmic, un anomenat Totó y Didi al costat del locutor Francisco Andersen a més d'altres programes d'aquest gènere com Frijolito y Robustiana, Don Lisandro y Doña Carmen i La familia Buchipluma. Després de passar un temps allunyada de la ràdio, torna per a ser la veu del primer jingle comercial que es va transmetre al país, el qual cantava en viu 6 vegades al dia i que publicitava el sabó John Laud. El llavors president Juan Vicente Gómez va prohibir aquest comercial per considerar-ho "eròtic", "atrevit" i "inconvenient" per a la moral de l'època.
Durant tres anys Martínez va realitzar un programa amb César Pinto anomenat Nuestra Tierra, que anava dirigit a la població pagesa on es donaven consells sobre pràctiques comercials, econòmiques i d'intercanvi més pertinents en el sector agrícola i ramader. i, anys més tard, realitzaria al costat de Napoleó Bravo un programa anomenat Dos Generaciones que es transmetia per Radio Aeropuerto i tractava sobre diversos fets de la història contemporània de Veneçuela.

### Televisió
El 1954 Cecilia Martínez debuta al recent estrenat canal de televisió Radio Caracas Televisión, com a "jutgessa" en un programa educatiu anomenat Tribunal Juvenil, en el qual es discutien problemes i es buscaven solucions. Després va participar en un programa de comèdia anomenat Qué Tiempos Aquellos on actuava com una mare de família i, després va participar en un programa de concursos anomenat Monte Sus Cauchos Goodyear que, encara que no apareixia molt a pantalla, es va fer famosa gràcies a la frase dita pel conductor d'aquest programa, el professor Néstor Luis Negrón: "Cecilia, ¿cuánto tiene el pote?", que esdevingué molt popular.
També, el 1954, Martínez comença a produir i conduir el que va ser el primer programa de televisió a Veneçuela completament dedicat a les mestresses de casa anomenat: Cosas de Mujeres que es transmetia de dilluns a divendres aportant cada dia una temàtica diferent (els dilluns era sobre decoració, els dimarts es responien les cartes que enviaven al programa, els dimecres era sobre enquadernació, els dijous sobre estètica i els divendres sobre brodat i confecció). Aquest programa va durar 12 anys a Radio Caracas Televisión, però va ser cancel·lat per considerar-se "obsolet i periclitat", per la qual cosa el programa es va mudar a Venevisión canviant el seu nom a Nosotras las Mujeres, mantenint la temàtica encara que amb alguns canvis, com a seccions d'exercicis i seccions d'índole legal per a donar a conèixer a les dones els seus drets. Aquest programa va durar 10 anys en l'aire però també va ser cancel·lat pel fet que en aquest canal van deixar d'acceptar productors independents. Finalment Martínez mudaria a Venezolana de Televisión on va conduir el programa Toda una Mujer, al costat d'Eleonora Bruzual, que tenia un enfoque enfocament més informatiu i ja no era exclusivament per a dones i a més tenia diferents seccions com "Zapata, absolutamente en serio", "Sembrando con Lino", "Decoración", "Moda", "Jazz", "El libro de la semana", Psicologia i Política. Aquest programa va durar 8 anys en l'aire fins que, al febrer de 1984, el mateix va ser tret de l'aire i Cecilia Martínez va ser acomiadada del canal, al·legant els alts costos de producció del programa, però Martínez sempre va afirmar que aquesta cancel·lació va ser per ordre de Blanca Ibáñez -la secretària privada (i, llavors, amant) del president Jaime Lusinchi- a causa de la seva proximitat amb personatges del partit polític COPEI i, principalment, amb l'expresident Rafael Caldera.
La seva última aparició televisiva va ser com a actriu en la telenovel·la de Veneçolana de Televisió Blue Jeans, el 1991, on interpretava a una malèvola i ambiciosa matriarca italiana.

### Cinema
El 1986 Martínez va debutar al cinema en la pel·lícula Ifigenia fent el paper d'una àvia arrelada als costums i tradicions de la societat veneçolana de la dècada de 1920 qui no concebia la manera de vida que portava la seva neta María Eugenia, nouvinguda de París. També va treballar en altres pel·lícules com El Escándalo (1987), Los ladrones llegaron ya (1996), Amaneció de Golpe (1998) i Fosa Común (1998).

## Vida privada

### Infantesa
Filla de Josefina Mendoza Aguerrevere (neta de l'expresident de Veneçuela Cristóbal Mendoza) i Alberto Martínez Reverón (cosí germà d'Armando Reverón i Leoncio Martinez), Cecilia Martínez va néixer el 26 de novembre de 1913 en la casa número 103, situada entre les cantonades Truco i Guanábano, a Caracas i va ser la segona de 4 germans. Als 13 anys va quedar òrfena de mare, qui va morir de pulmonía el 1925. Estudià al Colegio Chávez des dels 3 als 16 anys on va aprendre a tocar el piano i a cantar, a més d'actuar en les obres escolars. Només va estudiar fins al sisè grau de primària ja que, per a l'època, "era mal vist que les dones cursessin el batxillerat", ja que va créixer en el si d'una família tradicional que considerava que el lloc d'una dona estava a la seva casa i no al carrer.

### Vida matrimonial i familiar
El 1934 Martínez es va casar amb Germán Álvarez de Lemus amb qui tindria dues filles, Yolanda i Elena, però va ser una relació que va durar poc. Es van separar tres vegades abans de divorciar-se definitivament el 1940 i va ser la primera dona a divorciar-se a Veneçuela. Martínez va demandar al seu cònjuge per abandó de la llar i, en la sentència de divorci va obligar Álvarez a repartir part de les accions de les seves empreses i a cedir la pàtria potestat de les seves filles a Cecilia, assentant jurisprudència en una demanda civil d'aquest tipus. El 1971 Martínez tornaria a casar-se, aquesta vegada amb l'argentí Eduardo Reina, però aquest matrimoni va durar fins a 1975 pel fet que Reina va haver de tornar al seu país.

### Vida fora dels mitjans
A més del seu treball en els mitjans de comunicació, Cecilia Martínez va tenir altres treballs: Va muntar una casa de decoració, va vendre llibres i va treballar com a secretària per a diverses empreses i escriptors de Caracas.

### Últims anys i Defunció
Cecilia Martínez, qui va mantenir una salut i una lucidesa envejables (fins i tot ja centenària), va viure els seus últims anys en una residència situada a Caraballeda, estat Vargas i va morir el 23 de setembre de 2015 a la ciutat de Caracas.

## Reconeixements
- Guacaipuro de Oro: 1956, 1959, 1968, 1970 y 1971.
- Meridiano de Oro: 1973.
- Mara de Oro: 1973.
- Premis Ondas 1973.
- Medalla "Dra. Luisa Amelia Pérez Perazzo": 1981.